# La Vega (Llanera)
La Vega es un lugar de la parroquia de Villardeveyo, en el concejo asturiano de Llanera, en el norte de España.

## Toponimia
De igual etimología que el sustantivo vega, de la voz prerromana baika, también fue conocido como La Vega de Formanes. Como Vega de Formanes aparece en la obra Armas y linajes de Asturias y antigüedades del Principado (c. 1590) de Tirso de Avilés y Hevia, en las descripciones de las genealogías de los apellidos nobiliarios de Lavandera (o La Bandera) y Huergo.

## Geografía física
La localidad está situada a una altitud media de 94 m s. n. m. en la falda norte del monte Santo Firme, a la ribera del río Frade. Se encuentra a una distancia de 7 km de la capital del concejo, Posada.
El río Frade lo atraviesa, localizándose en sus márgenes una pequeña extensión de aliseda pantanosa.

### Demografía
En el año 2021 tenía una población empadronada de 153 personas.

## Minería
En La Vega se sitúa la mina Cucona, de espato flúor. Propiedad de Minerales y Productos Derivados S. A. (Minersa) desde 1972, estuvo en explotación desde 1970 hasta 1993, con el laboreo de la capa Villabona, de 3 m de potencia, mediante cámaras y pilares. Minersa tuvo una producción bruta de 1,8 millones de toneladas brutas (desde 1974 hasta el cierre de la mina) con una ley media en CaF2 del 34,12%. El acceso a la mina se realizaba mediante dos rampas inclinadas.

## Patrimonio
Capilla de la Asunción de Formanes
Es una capilla de estilo popular asturiano, exenta y situada alejada de las viviendas, excepto de la existente en la finca en que se encuentra. De planta rectangular, dispone de pórtico y espadaña. La nave se cubre a dos aguas y a tres el pórtico. Celebra su festividad el 15 de agosto.
La ermita es descrita por Alonso Ablanedo en su Descripción del Concejo de Llanera para el diccionario de Martínez Marina:

Además de la iglesia hay en dicha parroquia las capillas o ermitas siguientes: una que se titula Nuestra Señora de Formanes, de su patrona, a quien está dedicada, que es la Virgen María, y del lugar donde está sita, al oriente de la parroquia, que se llama Formanes; cuya capilla tuvo casa de novenas para los peregrinos devotos que en gran número la frecuentaban, pero en el día no hay sino la devoción de los vecinos, que no alcanza a subvenir el templo, ni tiene clérigo para servirla.

Materiales líticos de El Barandiallu
Es un yacimiento arqueológico al aire libre descubierto en el año 1998 debido al seguimiento arqueológico de las obras del ramal del Avilés del gasoducto Burgos-Cantabria-Asturias. Se encuentra en una terraza fluvial de la margen izquierda del río Frade, sobre un depósito de ladera. Del yacimiento se han recuperado unas 1400 piezas, con abundantes lascas, recogidas en dos momentos distintos. El yacimiento se ha situado en un Musteriense de tradición Achelense, en el Paleolítico medio.